# Caponia secunda
Espèce
Caponia secunda est une espèce d'araignées aranéomorphes de la famille des Caponiidae.

## Distribution
Cette espèce est endémique du Cap-Oriental en Afrique du Sud,.

## Description
Caponia secunda compte huit yeux.
La femelle holotype mesure 8 mm

## Publication originale
- Pocock, 1900 :  Some new Arachnida from Cape Colony. Annals and Magazine of Natural History, sér. 7, vol. 6, p. 316-333 (texte intégral).